# Moonbyul
Moon Byul-yi (hangul: 문별이; Bucheon, 22 de diciembre de 1992), conocida como Moonbyul, es una cantante, rapera, modelo, bailarina y actriz surcoreana, Forma parte de Mamamoo, donde se desempeña como la rapera principal y bailarina principal. En mayo de 2018, debutó como solista con el lanzamiento del sencillo «Selfish».

## Biografía
Moonbyul nació el 22 de diciembre de 1992 en Bucheon. Fue aceptada en el Paekche Institute of the Arts en 2011. Comenzó su preparación para convertirse en cantante a una edad temprana. Sin embargo, su sueño de la infancia era convertirse en oficial de policía. Durante su época en la escuela secundaria, entró en SM Academy porque era una gran fan de TVXQ, pero no logró ingresar como aprendiz a SM Entertainment.

## Carrera

### Predebut
Inicialmente, audicionó en una empresa, pero fue rechazada debido a su peso. Tiempo después fue aceptada en otra discográfica, la misma a la que pertenecía Wheein. Ambas iban a debutar en el mismo grupo, donde Moonbyul se desempeñaría como líder, pero el grupo duró una semana. Alrededor de 2011, Moonbyul firmó con RBW, un mes después de Solar.

### 2014-presente: Debut y debut en solitario
Después de tres años de entrenamiento, Moonbyul debutó el 18 de junio de 2014 como integrante de Mamamoo con la canción «Mr. Ambiguous». Del 24 de septiembre de 2015 al 8 de octubre, protagonizó el drama web de Naver TVCast, Start Love como la heroína Yoo Na-yeon, donde debutó como actriz. El drama duró 5 episodios, aproximadamente 10 minutos cada uno. El 13 de octubre, se lanzó el sencillo «Nothing» de U Sung-eun, en el que Moonbyul participó como rapera y letrista. El 25 de noviembre, la rapera y su compañera Solar se presentaron en Two Yoo Project Sugar Man, donde interpretaron la canción «Like Yesterday». El 19 de junio de 2016, se convirtió en presentadora especial de Inkigayo, junto a Wheein, y V y J-Hope de BTS. El 3 de octubre, asistió al programa de entrevistas Hello Counselor con Wheein. El 31 de marzo de 2017, se reveló que Moonbyul había sido añadida al elenco del programa Idol Drama Operation Team. El programa inició el 29 de mayo y finalizó el 25 de junio con 13 episodios. Moonbyul también se convirtió en miembro del grupo proyecto Girls Next Door, que se realizó durante la transmisión del show. El 30 de noviembre, se lanzó un vídeo con la coreografía «Love & Hate», una canción en solitario de Moonbyul del álbum Purple que fue lanzado unos meses antes. El 2 de diciembre, apareció con Solar en el programa Battle Trip, donde ganaron un viaje a Disneyland juntas.
En marzo de 2018, se unió al elenco del programa It's Okay To Go a Little Crazy. El 11 de abril, se anunció que Moonbyul lanzaría su primer sencillo en solitario a principios de mayo. La canción sería una colaboración entre ella y Seulgi de Red Velvet. El 16 de mayo, RBW anunció que Moonbyul lanzaría su primer sencillo, «Selfish», el 23 de mayo. Del 5 al 26 de marzo de 2019, protagonizó el programa In Sync. El 1 de agosto, Moonbyul colaboró con Ha:tfelt en la canción «Happy Now». El 13 de diciembre, Moonbyul anunció que realizaría su exposición de fotos de cumpleaños titulada «Winter Solstice: The Night is Long so Our Story Continues», el 21 y 22 de diciembre. El 20 de diciembre, se anunció que Moonbyul lanzaría un vídeo en solitario para la canción «Snow» el 21 de diciembre como regalo de cumpleaños para sus fanáticos. La canción fue incluida más tarde en su primer miniálbum, Dark Side of the Moon.
A principios de 2020, RBW anunció que la rapera lanzaría Dark Side of the Moon, su primer EP en solitario, el 14 de febrero. El 4 de febrero, se publicó el sencillo digital «Weird Day». Fue grabado en colaboración con la cantante surcoreana Punch. Luego del lanzamiento de su álbum, Moonbyul rompió el récord obtenido por Mamamoo con Reality in Black al vender 59 000 copias en su primer día por lo que se convirtió en la solista más vendida después de IU y Taeyeon. El 13 de mayo, su agencia reveló que realizaría su primer concierto en solitario de forma virtual debido a la pandemia por coronavirus. En el mismo mes, se reveló el lanzamiento de Moon, la reedición de su primer miniálbum. La reedición fue lanzada el 29 de mayo con «Absence» como sencillo principal.

## Discografía
Álbum de estudio
- 2024: Starlit of Muse

EP
- 2020: Dark Side of the Moon
- 2022: 6equence

## Filmografía

### Drama
| Año  | Título     | Cadena        | Papel        | Notas        | Ref.   |
| ---- | ---------- | ------------- | ------------ | ------------ | ------ |
| 2015 | Start Love | Naver TV Cast | Yoo Na-young | Protagonista | [ 32 ] |

### Programas de variedades
| Año       | Título                    | Cadena | Notas                             | Ref.   |
| --------- | ------------------------- | ------ | --------------------------------- | ------ |
| 2017      | Idol Drama Operation Team | KBS    | Miembro del elenco                | [ 33 ] |
| 2017-2018 | Battle Trip               | KBS2   | con Solar (episodios 74-75)       | [ 16 ] |
| 2018      | King of Mask Singer       | MBC    | concursó como Swan (episodio 179) | [ 34 ] |